# Pernille Vigsø Bagge
Pernille Vigsø Bagge (født 4. januar 1975 i Holstebro) er en dansk teolog, politiker og tidligere medlem af Folketinget, som hun blev valgt til for SF i Nordjyllands Amtskreds ved valget 8. februar 2005, ved folketingsvalget d. 13. november 2007 og igen ved folketingsvalget 15. september 2011. 2001-2005 var hun kommunalbestyrelsesmedlem i Løgstør Kommune. I 2013 valgtes hun til kommunalbestyrelsen i Vesthimmerlands Kommune.
Pernille Vigsø Bagge er gift med Michael Bagge, som hun har døtrene Anna (født 1. marts 2004) og Freja (født 5. februar 2006) sammen med.
Hun er opvokset i Løgstør hvor hun stadig bor. Efter studentereksamen fra Vesthimmerlands Gymnasium læste hun teologi ved Aarhus Universitet og blev i 2004 Cand.theol. Under og efter sin uddannelse har hun arbejdet som bl.a. friskolelærer.
I sammenhæng med partiets satsning på folkeskolen som et af de centrale indsatsområder i valgkampen i 2007 havde Pernille Vigsø Bagge i sin egenskab af ordfører på området en fremtrædende position – på linje med Villy Søvndal og Ole Sohn. Hun var ligeledes markant i valgkampen op til Folketingsvalget 2011 og blev indvalgt med 9.597 personlige stemmer, hvilket var det næsthøjeste personlige stemmetal til en SF'er.
Hun meddelte i januar 2013, at hun ville stille sig til rådighed som SFs borgmesterkandidat i Vesthimmerlands Kommune ved kommunevalget i november 2013. Det kom i forlængelse af, at hun tidligere havde erklæret, at hun ikke vil genopstille ved det næste folketingsvalg. Partiets landsledelse meddelte hende dispensation til i så fald at besidde et dobbeltmandat.
Ved kommunalvalget 19. november 2013 var hun med sine 2012 personlige stemmer stærkt medvirkende til at SF fordoblede sit mandattal til fire, og hun sikrede sig en plads i kommunens økonomiudvalg.
1. juni 2015 tiltrådte hun stillingen som præst i Løgstør-Aggersborg-Kornum-Løgsted pastorat. Hun forlod samtidig Folketinget, og meddelte at hun ikke genopstiller ved kommunalvalget i 2017.
I 2021 valgt som formand for Præsteforeningen. Hertil kommer formandskab for Danmarks gejstlige Brandsocietet.

## Tillidsposter i SFs folketingsgruppe
- Kirkeordfører
- Kommunalordfører
- Undervisningsordfører

Efter valget i 2011 blev Vigsø Bagge partiets gruppeformand, en post hun igen forlod efter formandsskiftet i november 2012. Hun blev da afløst af Anne Baastrup. I en kort periode efter partiets udtræden af regeringen i februar 2014 fungerede hun som såvel politisk ordfører som gruppeformand. Hun udtrådte af Folketinget i 2015.

## Bogudgivelser
Løbetid (2008) Syv kvindeportrætter
Klasse A (2013) Interviews med fire ældre socialdemokratiske mænd